# PocketStation

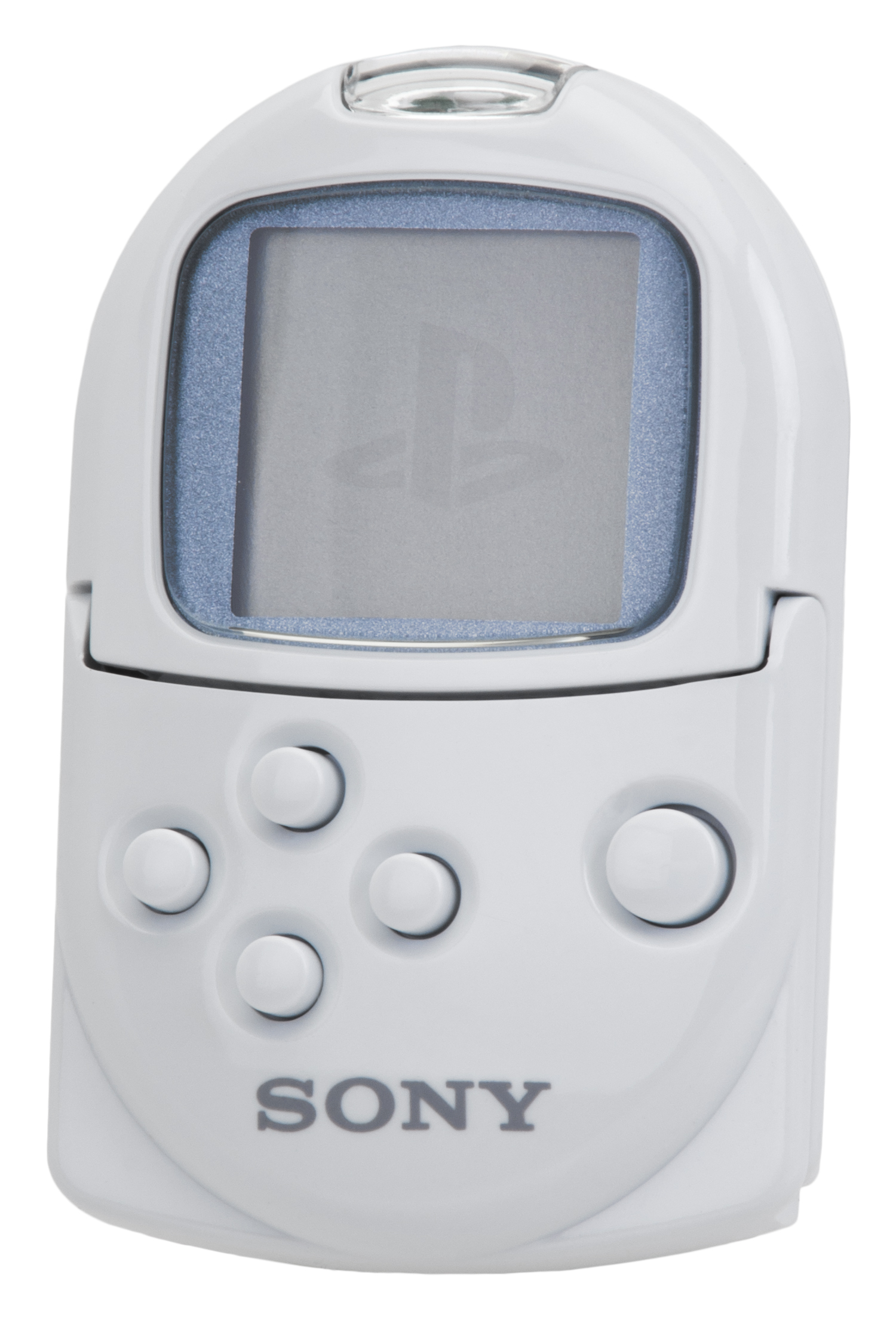
PocketStation

PocketStation (ポケットステーション Pokettosutēshon?) je periférie od Sony Computer Entertainment pro konzoli PlayStation. Přístroj je podle Sony jako miniaturní osobní digitální asistent. Zařízení obsahuje monochromatický display z tekutých krystalů (LCD), infračervený port, hardwarové hodiny, vestavěnou flash paměť a schopnost reprodukce zvuku. Připojení k PlayStation je pomocí slotu pro paměťové karty. Po odklopení panelu s ovladači se PocketStation zasune do slotu pro paměťové karty. Datum výhradního vydání pouze pro Japonsko je 23. ledna 1999.
Software pro PocketStation byl obvykle distribuován jako bonusy pro PlayStation hry, který byl součástí CD-ROM, jako vylepšení her dalšími funkcemi. Existuje i samostatný software, který se nahrává pouze přes konzoli PlayStation. Vestavěný infračervený port umožňuje přímý přenos dat, ukládání her mezi jednotlivými jednotkami PocketStation, stejně jako hry v multiplayeru.
Původně bylo datum vydání PocketStation stanoveno na 23. prosince 1998, avšak došlo ke zpoždění celý měsíc. Sony dodalo v počátku pouze 60 000 kusů a oficiálně začalo distribuci až 23. ledna 1999. Zpočátku bylo k dispozici ve dvou barvách: bílé a průhledné. Ukázalo se, že je nesmírně populární, když se prodával po celé zemi. Sony plánovalo vydat PocketStation mimo Japonsko, zapojilo se do propagační aktivity v Evropě a Severní Americe, ale k vydání nedošlo. SCEA citoval nemožnost plnění japonské poptávky z důvod obrovského zájmu o PocketStation v samotném Japonsku.[ujasnit] Pár her, jako je Final Fantasy VIII a Saga Frontier 2, které nebyly lokalizovány pro zbytek světa, drželo PocketStation pouze na japonském trhu.
Nejoblíbenější hrou na PocketStation byla Dokodemo Issho, kterého se prodalo více než 1,5 milionu kopií v Japonsku a je první hra maskota hvězdy Sony Toro. Výroba PocketStation byla ukončena v červenci 2002 poté, se prodalo téměř pět milionů kusů.